# Селець (Груєцький повіт)
Селець (пол. Sielec) — село в Польщі, у гміні Ґощин Груєцького повіту Мазовецького воєводства.
Населення — 345 осіб (2011).
У 1975-1998 роках село належало до Радомського воєводства.

## Демографія
Демографічна структура станом на 31 березня 2011 року:
|          | Загалом | Допрацездатний вік | Працездатний вік | Постпрацездатний вік |
| -------- | ------- | ------------------ | ---------------- | -------------------- |
| Чоловіки | 176     | 48                 | 108              | 20                   |
| Жінки    | 169     | 41                 | 94               | 34                   |
| Разом    | 345     | 89                 | 202              | 54                   |